# Hiéroglyphe égyptien S27
La bande de tissu frangée, en hiéroglyphes égyptiens, est classifiée dans la section S « Couronnes, vêtements, sceptres, etc. » de la liste de Gardiner ; cet hiéroglyphe y est noté S27.

## Représentation
Il représente une bande d'étoffe avec deux franges ou fils de chaîne. Son apparence peut varier, notamment le nombre de franges et leur écartement. Il est translittéré mnḫ.t.

## Utilisation
| S27 | / | mn · n · x · t | S27 |

| S27 | / | mn · n · x · t | S27 |